# USS Harry S. Truman (CVN-75)
El USS Harry S. Truman (CVN-75) es el octavo portaaviones de propulsión nuclear de la clase Nimitz de la Marina de los Estados Unidos, llamado así por el 33.º presidente de los Estados Unidos, Harry S. Truman. Su puerto de origen esta en Naval Station Norfolk, Norfolk, Virginia.

## Historia

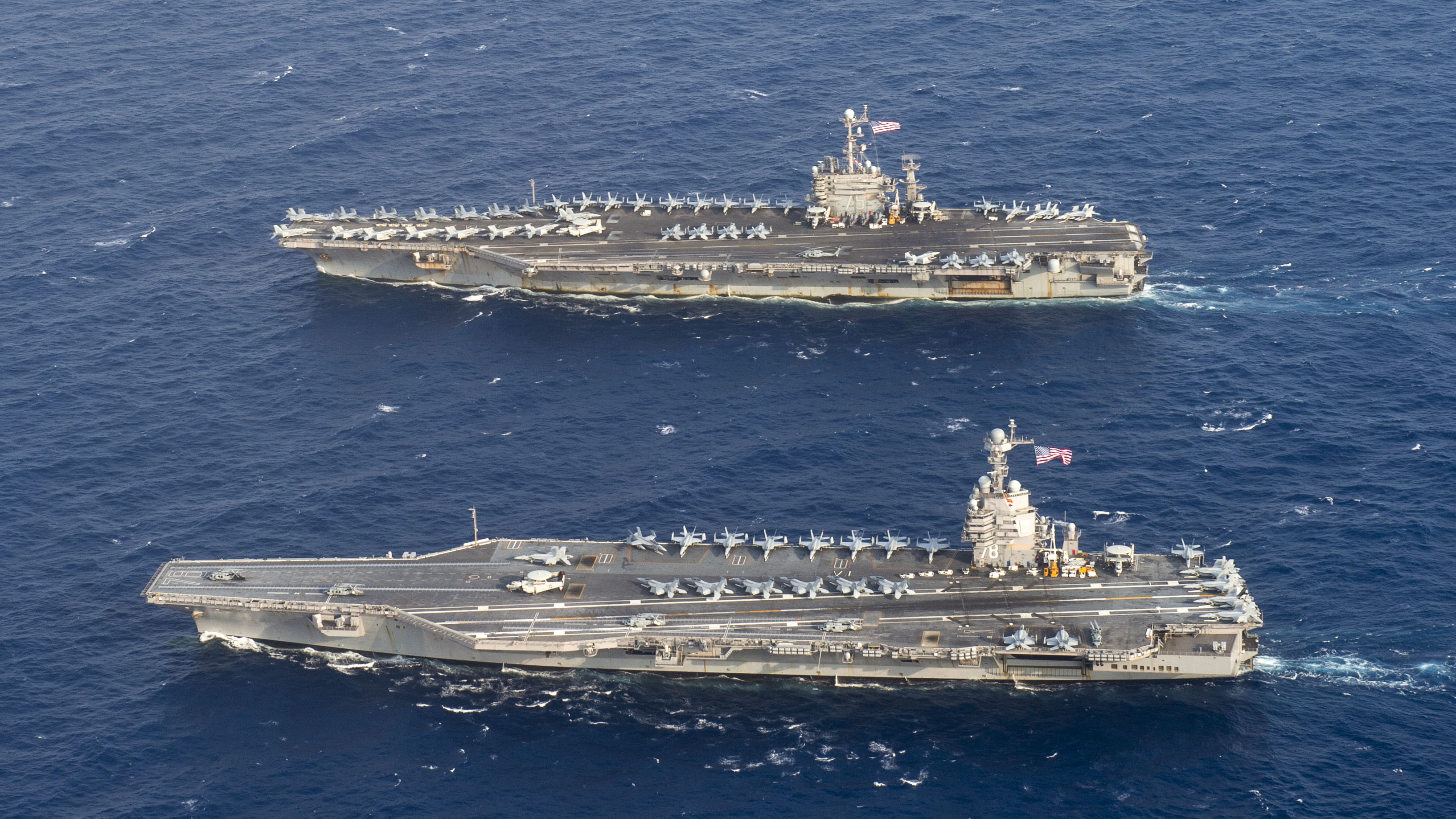
El USS Harry S. Truman (CVN-75) navegando junto al USS Gerald R Ford (CVN-78), de la posterior clase Gerald R. Ford, año 2020.

Construido por Newport News Shipbuilding, fue puesto en gradas en 1993 como United States. Cambió a Harry S. Truman en 1995. Fue botado en 1996 y comisionado en 1998.
En 2001 el portaaviones Harry S. Truman relevó al Abraham Lincoln en la Operación Southern Watch desde el golfo Pérsico. En marzo de 2003 inició operaciones de combate en la Operación Iraqi Freedom desde el Mediterráneo.
En 2015 y 2016 participó de la Operación Inherent Resolve.  En 2025, colisionó con un carguero en aguas egipcias.

### Buques de la clase
• USS Nimitz (CVN-68)
• USS Dwight D. Eisenhower (CVN-69)
• USS Carl Vinson (CVN-70)
• USS Theodore Roosevelt (CVN-71)
• USS Abraham Lincoln (CVN-72)
• USS George Washington (CVN-73)
• USS John C. Stennis (CVN-74)
• USS Ronald Reagan (CVN-76)
• USS George H. W. Bush (CVN-77)

### Listas relacionadas
- Anexo:Portaaviones de Estados Unidos
- Anexo:Portaaviones por país
- Anexo:Buques actuales de la Armada de los Estados Unidos